# Willy Rey
Wilhelmina Rietveld (n. 25 august 1949, Rotterdam, Țările de Jos – d. 19 august 1973, Vancouver, British Columbia, Canada) a fost un model olandezo-canadiană.

## Carieră
Când avea șase ani, familia sa s-a mutat din Țările de Jos în Canada.
Chipul nud al lui Willy Rey a împodobit certificatul de acțiuni al Playboy Enterprises la momentul ofertei sale publice inițiale, la 3 noiembrie 1971.
A fost Playmate of the Month al revistei Playboy pentru numărul din februarie 1971.

## Decesul
A murit din cauza unei supradoze de barbiturice în Vancouver, la 19 august 1973.